# La città delle stelle
La città delle stelle (City of Stars) è il secondo libro della serie Stravaganza, la serie di libri per ragazzi scritta da Mary Hoffman.
Pubblicato nel 2003, è stato tradotto in svedese, tedesco, finlandese, giapponese, sloveno, spagnolo, francese, olandese, ebraico, cinese, rumeno e italiano.

## Trama
Georgia O'Grady è una quindicenne appassionata di cavalli. Ma la gente la considera strana per via del suo modo di vestire, del suo anellino sul sopracciglio e per il suo distacco dalla gente. Ogni giorno dopo scuola, Giorgia passa davanti a un antiquario e s'innamora di una statuina di un cavallo alato. Quando finalmente riesce a comprarla è davvero contenta, ma quando per sbaglio si addormenta con la statuina in mano e si risveglia nel Montone, ed è terribilmente confusa. Col tempo e con l'aiuto di Cesare e Paolo, quest'ultimo uno Stravagante, capisce di trovarsi a Talia, l'equivalente alla nostra Italia.
A Montone, uno dei duodecimi della città di Remora, per noi Siena, si svolge ogni anno la Stellata, una corsa di cavalli nella quale partecipano tutti i duodecimi, l'equivalente del nostro Palio di Siena. 
Giorgia incontra Luciano, il ragazzo che le piaceva tempo fa e che era morto nel mondo di Giorgia; lui e Paolo le spiegano che esiste una fratellanza di Stravaganti, alla quale lei fa anche parte. Luciano, come sappiamo da prima, era stato "traslato" a Bellezza, involontariamente.
I De' Chimici, la famiglia più potente di Talía, ha in mente, come ogni anno, di truccare la Stellata in modo che i propri Duodecimi vincano. Ma non tutti i De' Chimici sono uguali: infatti Luciano, Cesare e Giorgia, costretta a farsi chiamare Giorgio per il suo aspetto maschile, stringono amicizia con Gaetano e Falco. Quest'ultimo ha una gamba malata e riesce difficilmente a muoversi. Per questo motivo, dopo aver scoperto il segreto degli Stravaganti, il ragazzo chiede a Luciano e a Giorgia di aiutarlo nella "traslazione" definitiva al mondo di Giorgia, dove è probabile che possano curarlo. Questo porterà però diverse conseguenze nella vita di tutti quanti.

## Edizioni in italiano
- Mary Hoffman, Stravaganza: la città delle stelle, traduzione di Paolo Livorati, Milano: Mondadori, 2004